# Jamagucsi Szajuri
Jamagucsi Szajuri (山口 小百合; Hepburn: Yamaguchi Sayuri) (Sizuoka prefektúra, 1966. július 25. –) japán válogatott labdarúgó.

## Klub
A labdarúgást a Shimizudaihachi SC csapatában kezdte. 1989-ben a Suzuyo Shimizu FC Lovely Ladies csapatához szerződött. 1989 és 1995 között az Suzuyo Shimizu FC Lovely Ladies csapatában játszott. 1996-ban a Tasaki Perule FC csapatához szerződött. 2000-ben vonult vissza.

## Nemzeti válogatott
1981-ben debütált a japán válogatottban. A japán válogatott tagjaként részt vett az 1991-es világbajnokságon. A japán válogatottban 29 mérkőzést játszott.

## Statisztika
| Japán válogatott | Japán válogatott | Japán válogatott |
| Időszak          | Mérk.            | gól              |
| ---------------- | ---------------- | ---------------- |
| 1981             | 2                | 0                |
| 1982             | 0                | 0                |
| 1983             | 0                | 0                |
| 1984             | 3                | 0                |
| 1985             | 0                | 0                |
| 1986             | 13               | 0                |
| 1987             | 0                | 0                |
| 1988             | 0                | 0                |
| 1989             | 0                | 0                |
| 1990             | 1                | 0                |
| 1991             | 9                | 1                |
| 1992             | 0                | 0                |
| 1993             | 1                | 0                |
| Összesen         | 29               | 1                |

## Sikerei, díjai
Japán válogatott
- Ázsia-kupa:  Ezüst; 1986, 1991,  Bronz; 1993

Klub
- Japán bajnokság: 1989

Egyéni
- Az év Japán csapatában: 1989, 1991, 1992, 1993